# Eurocoelotes deltshevi
Eurocoelotes deltshevi är en spindelart som först beskrevs av Dimitrov 1996.  Eurocoelotes deltshevi ingår i släktet Eurocoelotes och familjen mörkerspindlar.
Artens utbredningsområde är Bulgarien. Inga underarter finns listade i Catalogue of Life.